# Herbert Payne
Pour les articles homonymes, voir Payne.
Herbert James Mockford Payne (17 août 1866 – 26 février 1944) est un homme politique australien.

## Biographie

### Premières années
Il est né à Hobart, en Tasmanie, fils d'Henry Payne, jardinier, et d'Hannah Payne, née Reed. Après avoir fréquenté l'école primaire publique de Hobart-centre, il s'installe sur la côte nord-ouest de l'île. Là, à Ulverstone, le 18 janvier 1888, il se marie à l'Église congrégationaliste avec Margaret Annie Stones. Il commence à travailler à Burnie comme vendeur chez un marchand de tissus, avant d'ouvrir son propre grand magasin d'habillement vers 1892.

### Carrière politique
Opposé aux travaillistes, il prend une part active dans la politique, fondant en 1902 la « Reform League », qui réclame une réduction des dépenses de l'État. Après avoir avalisé des candidats, ce parti fait campagne pour les élections tasmaniennes de 1903, puis il disparait peu après. Lors de ces élections, Payne est élu à l'Assemblée tasmanienne par la circonscription de Burnie. En 1909, celle-ci est transformée en Division de Darwin, et Payne en devient le président jusqu'en 1919. De 1906 à 1907, il fait partie de la commission royale sur les salaires et les salariés, et du 29 juin 1909 au 30 avril 1912, il préside les commissions. À partir de 1912, il est ministre des finances, ministre de l'agriculture et ministre des chemins de fer dans le gouvernement Solomon, jusqu'à ce qu'une motion de censure le prive de ces portefeuilles en 1914. Il est alors homme politique à temps complet, ayant abandonné son commerce en 1906.
Il démissionne de l'Assemblée le 28 janvier 1920, et est élu sénateur nationaliste de Tasmanie au Sénat australien le 1er juillet 1920. C'est un parlementaire des plus consciencieux, toujours présent à son siège. Il se spécialise dans les questions de tarif, et en tant que membre de la commission royale de 1923-1924 sur la loi de navigation, il visite les territoires sous mandat australien, auxquels il s'intéresse tout particulièrement. C'est lui qui présente en 1924 le projet de loi de simple député sur le vote obligatoire pour les élections du Commonwealth, et, en 1926, il est membre de la commission paritaire parlementaire sur les lois et les procédures électorales du Commonwealth. Entre 1926 et 1929, il est aussi membre de la commission paritaire pour les travaux publics, et, de 1929 à 1933, directeur intérimaire des commissions. Il représente l'Australie à la Conférence de l'Union interparlementaire à Berlin en 1928. En 1931, il rejoint, avec l'ensemble de son parti, le parti « United Australia ».

### Dernières années
Payne fait partie des Manchester Unity Independent Order of Oddfellows et des francs-maçons. Il perd sa femme en 1936, et est battu aux élections de 1937, perdant son siège de sénateur le 30 juin 1938. Il se retire alors à Melbourne, et il se remarie avec Constance Evelyn Rogers le 30 mars 1938. Il vit à Coburg, où il meurt le 26 février 1944.
Son fils, Leslie Herbert Payne, député nationaliste de Denison à l'Assemblée tasmanienne de 1924 à 1925, mourut avant lui.

## Sources
- (en) Cet article est partiellement ou en totalité issu de l’article de Wikipédia en anglais intitulé « Herbert Payne » (voir la liste des auteurs).

- Australian Dictionary of Biography, éd. Australian National University, 2006, ISSN 1833-7538